# Latheticomyia infumata
Latheticomyia infumata är en tvåvingeart som beskrevs av Wheeler 1956. Latheticomyia infumata ingår i släktet Latheticomyia och familjen Cypselosomatidae.
Artens utbredningsområde är Nicaragua. Inga underarter finns listade i Catalogue of Life.